# ميلانا فاينتروب
ميلانا أليكساندروفنا فاينتروب (بالإنجليزية: Milana Aleksandrovna Vayntrub) ولدت في 8 مارس 1987، طشقند، أوزبكستان. هي ممثلة وكوميدية وناشطة أمريكية. من أصول سوفييتية. بدأت حياتها المهنية في التمثيل بعد هجرتها إلى الولايات المتحدة في طفولتها، واشتهرت بدور "ليلي آدامز" في إعلانات إيه تي آند تي من 2013 إلى 2016 ومنذ 2020. إلى جانب الإعلانات.

## حياة المبكرة والتعليم
ولدت ميلانا فاينتروب في 8 مارس 1987 لعائلة يهودية في طشقند، أوزبكستان (التي كانت جزءًا من الاتحاد السوفييتي آنذاك). هاجرت مع والديها إلى الولايات المتحدة عندما كانت في الثانية من عمرها كلاجئين بسبب معاداة السامية، واستقروا في ويست هوليوود، كاليفورنيا. بدأت التمثيل في سن الخامسة في إعلانات لشركة ماتيل باربي للمساعدة في تخفيف الأعباء المالية عن أسرتها.
تركت فاينتروب مدرسة بيفرلي هيلز الثانوية بعد سنتها الثانية وحصلت على شهادة الثانوية العامة، ثم نالت درجة البكالوريوس في الاتصالات من جامعة كاليفورنيا، سان دييغو. كما درست الكوميديا الارتجالية مع فرقة لواء المواطنين المستقيمين.

## حياة المهنية

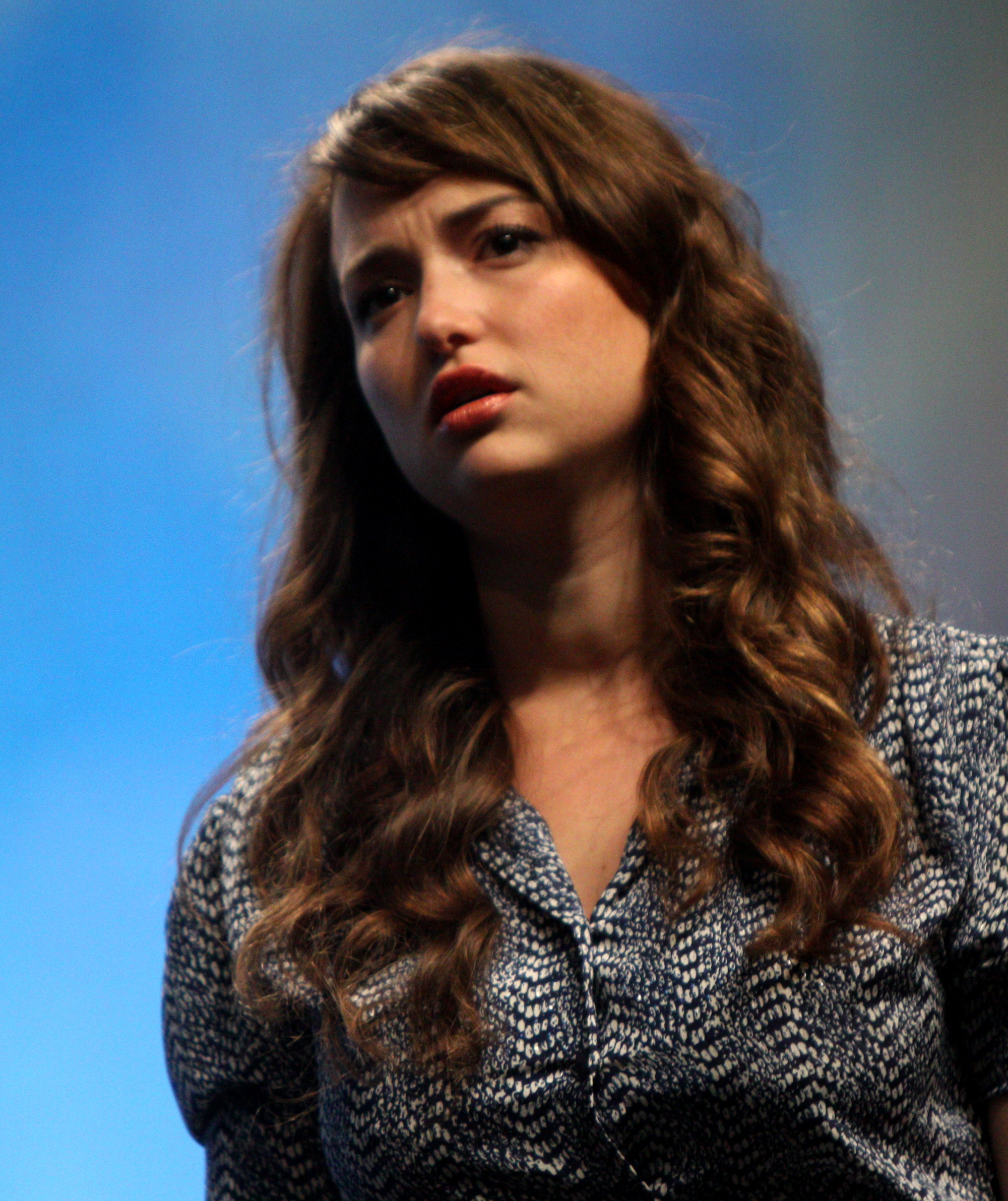
الممثلة ميلانا فاينتروب تتحدث في مؤتمر VidCon 2012 في مركز مؤتمرات أناهايم، كاليفورنيا، 2012

بدأت ميلانا فاينتروب مسيرتها التمثيلية في عام 1995 بظهور في ثلاث حلقات من المسلسل التلفزيوني إي آر على قناة إن بي سي. ثم أطلقت بالتعاون مع ستيفي نيلسون قناة الكوميديا *الفتيات المتزمتات* على يوتيوب، والتي أنتجت أفلامًا قصيرة وحققت شهرة بدخولها قائمة أفضل 100 قناة على نجوم الروك الجدد، حيث احتلت المرتبة 93. كما أدت أدوارًا صغيرة في أفلام ومسلسلات مثل الحياة تحدث ووادي السيليكون، وشاركت في عدة مقاطع فيديو لـ كلية الفكاهة.
بين عامي 2013 و2016، اشتهرت فاينتروب بتجسيد شخصية "ليلي آدامز" في إعلانات إيه تي آند تي، وعادت لتكرار هذا الدور في عام 2020.

## النشاط
في يناير 2016، أسست ميلانا فاينتروب موقع وحركة "لا أستطيع فعل أي شيء" على وسائل التواصل الاجتماعي بعد زيارتها لليونان ولقائها بعائلات اللاجئين الفارين من الحرب الأهلية السورية، بهدف تسليط الضوء على أزمة المهاجرين في أوروبا.
كما أنها مؤيدة لحقوق الإجهاض، وقد صرحت بأنها أجهضت عندما كانت طالبة جامعية لأسباب مالية.

## الحياة الشخصية
في عام 2020، تعرضت ميلانا فاينتروب لحملة تحرش جنسي عبر الإنترنت، تضمنت تلاعبًا بصورها. بدأت الحملة على حسابات شركة AT&T على وسائل التواصل الاجتماعي، ما دفع الشركة للدفاع عنها ببيان يؤكد عدم التسامح مع التعليقات المسيئة والتحرش، وقامت بإغلاق التعليقات. في بث مباشر على إنستغرام، ناشدت فاينتروب إيقاف التحرش، معترفة بتأثيره العميق عليها قائلة: «أنا أتألم، وهذا يثير العديد من مشاعر الاعتداء الجنسي» .
فاينتروب متزوجة ولديها ابن، لكنها اختارت إبقاء اسمي زوجها وابنها بعيدًا عن الأضواء.

## روابط خارجية
- ميلانا فاينتروب على موقع IMDb (الإنجليزية)
- ميلانا فاينتروب على موقع روتن توميتوز (الإنجليزية)
- ميلانا فاينتروب على موقع ألو سيني (الفرنسية)
- ميلانا فاينتروب على موقع أول موفي (الإنجليزية)
- ميلانا فاينتروب على موقع قاعدة بيانات الفيلم (الإنجليزية)
- ميلانا فاينتروب على موقع كينوبويسك (الروسية)